# Futbolniy Klub Zenit-2
O Futbolniy Klub Zenit-2 (em russo: ФК «Зенит-2» Санкт-Петербург, transliterado para Futbol'niy klub "Zenit-2"), também conhecido por Zenit-2 São Petersburgo, é um clube de futebol russo, sediado em São Petersburgo. Disputa atualmente a Terceira Divisão do Campeonato Russo.

## História
Fundado em 1993, disputou a terceira divisão russa do mesmo ano e entre 1994 e 1997, quando chamava-se Zenit-d. Durante a passagem pela quarta divisão, retomou o nome anterior.
Entre 2001 e 2008, a denominação foi usada pelo Lokomotiv-Zenit-2, que não tinha nenhuma relação com o Zenit original, enquanto outra agremiação, o Smena-Zenit, jogou a terceira divisão em 2009, fechando as portas no mesmo ano depois de não conseguir alcançar os objetivos propostos pela matriz.
Após 13 anos, o Zenit-2 voltou à ativa, novamente disputando o terceiro escalão do futebol russo. Na temporada 2015–16, depois que o Torpedo Armavir abrir mão de jogar a Segunda Divisão por motivos financeiros, a equipe foi escolhida para herdar a vaga na competição, onde permaneceria até 2018–19, quando caiu para a terceira divisão nacional.

## Elenco
Nota: Bandeiras indicam equipe nacional, conforme definido pelas regras de elegibilidade da FIFA. Os jogadores podem ter mais de uma nacionalidade não-FIFA.
| N.º |        | Posição | Jogador                                   |
| --- | ------ | ------- | ----------------------------------------- |
|     | Rússia | G       | David Bayazov                             |
|     | Rússia | G       | Georgi Korolyov                           |
|     | Rússia | G       | Aleksandr Shipilov                        |
|     | Rússia | G       | Maksim Timofeyev                          |
|     | Rússia | D       | Daniil Fyodorov                           |
|     | Rússia | D       | Artyom Kasimov                            |
|     | Rússia | D       | Ilya Kirsh                                |
|     | Rússia | D       | Vladislav Masalsky                        |
|     | Rússia | D       | Aleksandr Sandrachuk                      |
|     | Rússia | D       | Ilya Skrobotov                            |
|     | Rússia | D       | Danila Varichev                           |
|     | Rússia | D       | Dmitri Vasilyev                           |
|     | Rússia | D       | Yelisey Yemelyanov                        |
|     | Rússia | D       | Vasili Zapryagayev                        |
|     | Rússia | M       | Ivan Andreyev (emprestado pelo Tom Tomsk) |

| N.º |        | Posição | Jogador           |
| --- | ------ | ------- | ----------------- |
|     | Rússia | M       | Sergei Ivanov     |
|     | Rússia | M       | Georgi Karginov   |
|     | Rússia | M       | Ruslan Khayloyev  |
|     | Rússia | M       | Nikita Koldunov   |
|     | Rússia | M       | Vadim Simutenkov  |
|     | Rússia | M       | Kirill Stolbov    |
|     | Rússia | M       | Daniil Stolyarov  |
|     | Rússia | A       | Akim Belokhonov   |
|     | Rússia | A       | Anton Bugorsky    |
|     | Rússia | A       | Pavel Dolgov      |
|     | Rússia | A       | Kirill Fateyev    |
|     | Rússia | A       | Roman Nogtev      |
|     | Rússia | A       | Nikita Simdyankin |
|     | Rússia | A       | Ivan Tarasov      |
|     | Rússia | A       | Nikita Tereshchuk |

## Treinadores
| - Aleksandr Zinchenko (1993) - Desconhecido (1994–1997) - Lev Burchalkin (1998–2000) - Anatoly Davydov (2000) - Boris Rapoport (2001) - Lev Burchalkin (2002) - Nikolay Vorobyov (2003) | - Vyacheslav Melnikov (2004–2005) - Vladimir Golubev (2006–2008) - Vladislav Radimov (2013–2017) - Anatoly Davydov (2017) - Konstantin Zyryanov (2018) - / Oleksandr Horshkov (2018) - Vladislav Radimov (2018–) |